# Pelayos del Arroyo
Pelayos del Arroyo ist eine Gemeinde in der spanischen Provinz Segovia. Sie liegt im Süden der Autonomen Region Kastilien und León, an der Nordwestabdachung der Sierra de Guadarrama. Sie hat 48 Einwohner (Stand: 2024). Neben dem Hauptort Pelayos del Arroyo gehört die Ortschaft Tenzuela zur Gemeinde.

## Geographie
Pelayos del Arroyo liegt etwa 16 Kilometer nordöstlich vom Stadtzentrum von Segovia in einer Höhe von ca. 1145 m. 
Pelayos del Arroyo befindet sich innerhalb der Zone des kontinentalen mediterranen Klimas.

## Bevölkerungsentwicklung
| Jahr      | 1970 | 1981 | 1991 | 2001 | 2011 | 2021 |
| Einwohner | 95   | 64   | 51   | 41   | 77   | 52   |

## Sehenswürdigkeiten
- Vinzenzkirche (Iglesia de San Vicente Mártir) in Pelayos de Arroyo
- Michaeliskirche in Tenzuela
- Wassermühle

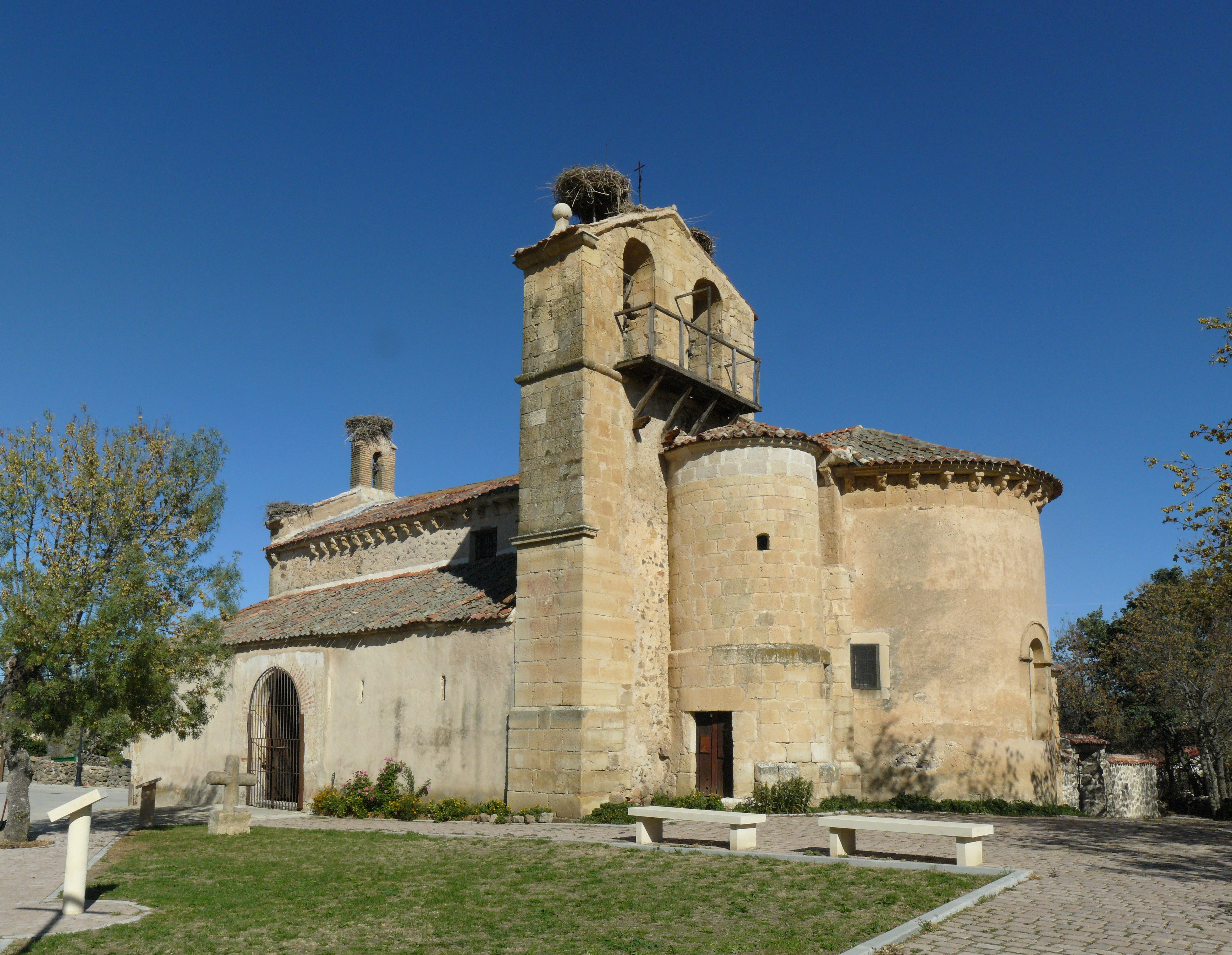
Vinzenzkirche
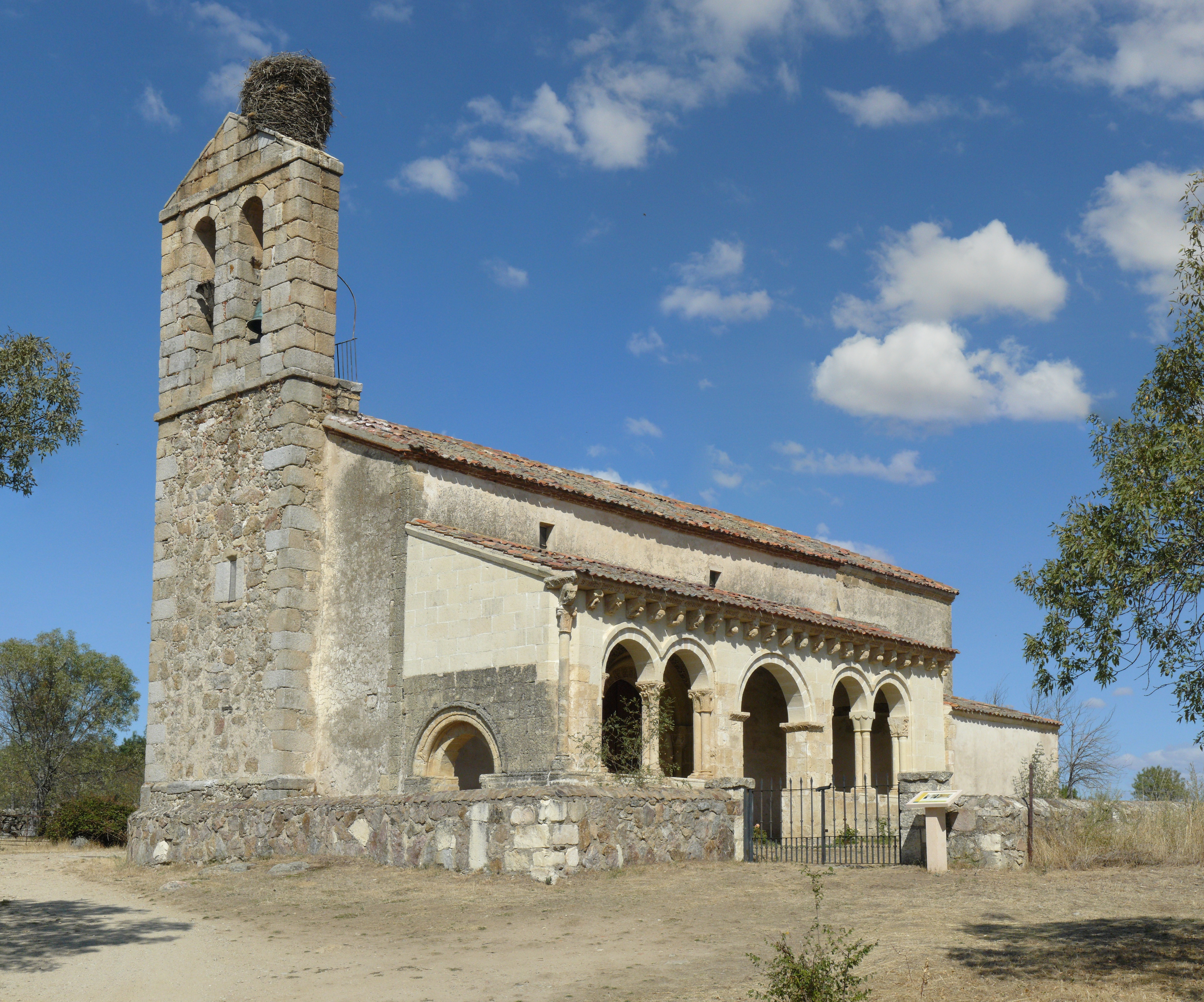
Michaeliskirche
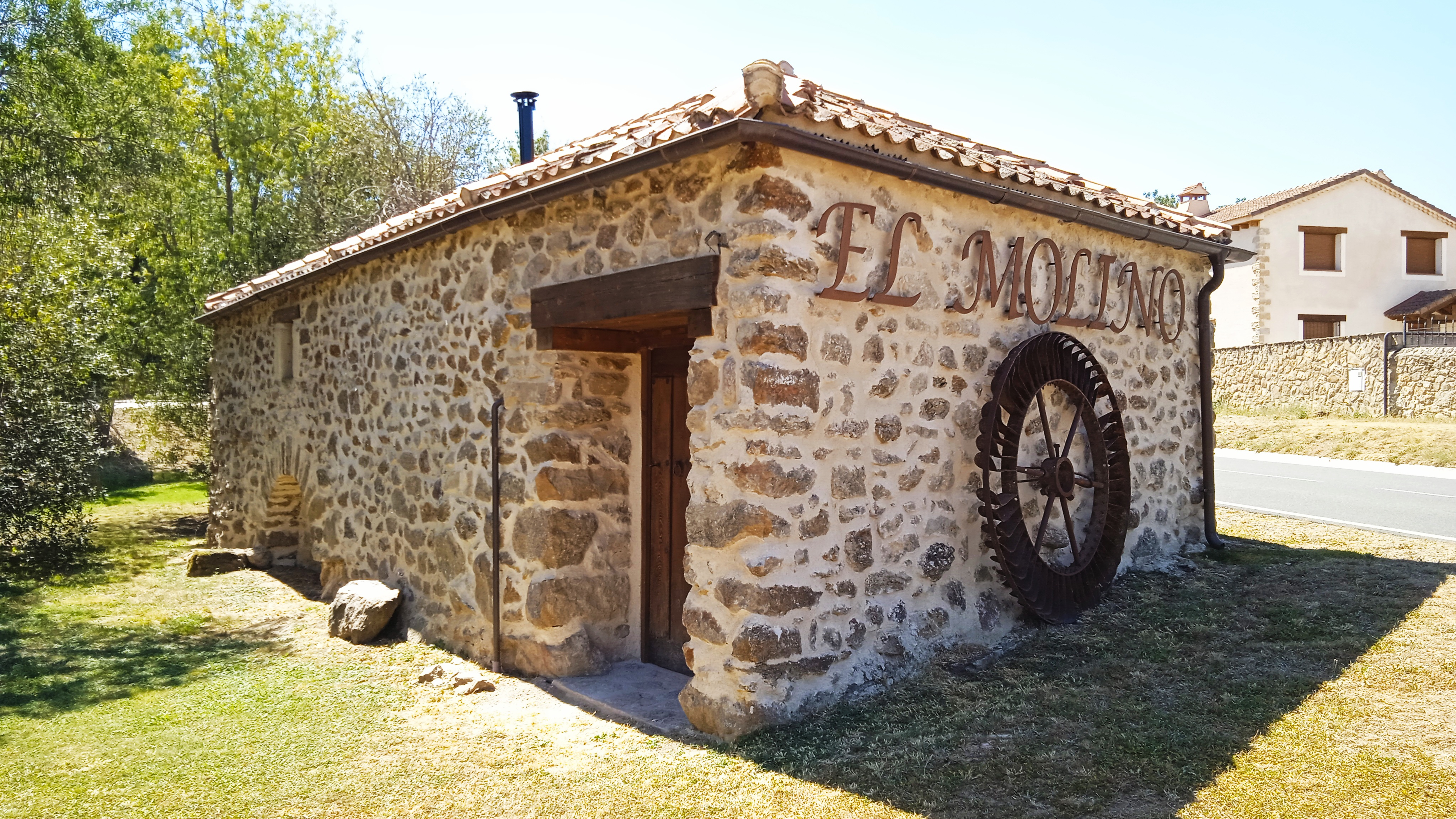
Wassermühle